# Notoaeschna
Notoaeschna is een geslacht van libellen (Odonata) uit de familie van de glazenmakers (Aeshnidae).

## Soorten
Notoaeschna omvat 2 soorten:
- Notoaeschna geminata Theischinger, 1982
- Notoaeschna sagittata (Martin, 1901)